# Рупрехт фон Регенсбург
Рупрехт фон Регенсбург(на немски: Ruprecht von Regensburg; † сл. 1035) от баварската фамилия фон Риденбург (Бабони) е граф и бургграф на Регенсбург.

## Произход
Той е син на Бабо I, граф в Западен Донаугау, бургграф на Регенсбург († сл. 5 март 1001/1002) и третата му съпруга графиня Матилда фон Швайнахгау († сл. 1000), дъщеря на граф Улрих фон Швайнахгау и Кунигунда.
Брат му Лиудолф фон Регенсбург († сл. 996) е монах в манастир Св. Емеран.

## Фамилия
Рупрехт се жени за фон Швайнфурт, сестра на Бурхард I, епископ на Халберщат († 1056), дъщеря на маркграф Хайнрих фон Швайнфурт († 1017) и съпругата му Герберга фон Глайберг († сл. 1036), правнучка на Шарл III, крал на Западнофранкското кралство. Те имат децата:
- Хайнрих I († сл. 30 септември 1083), бургграф и граф на Регенсбург, граф на Зинцинг, има деца
- дъщеря (* пр. 1039), омъжена за граф Волфрам I фон Рангау († сл. 1059), родители на Конрад I фон Абенберг († 1147), архиепископ на Залцбург (1106 – 1147)
- Бабо II († сл. 1080), граф на Регенсбург
- Ото († 6 юни 1089), епископ на Регенсбург
- Адалберт († сл. 19 октомври 1027), граф в Ратингау
- Албуин († сл. 19 октомври 1027), граф в Рангау
- Арнолд († 1 март 1064), граф във Фришгау